# Oleodotto Transalpino
L'Oleodotto Transalpino, costruito tra dicembre 1964 e giugno 1967, è una conduttura, che con un percorso quasi completamente interrato, collega il porto di Trieste all'Europa centrale. È gestito dal Gruppo TAL, costituito dalle tre società che amministrano i vari tratti:
- in Italia la Società Italiana per l'Oleodotto Transalpino S.p.A. - SIOT
- in Austria la Transalpine Ölleitung in Österreich Ges mbH
- in Germania la Deutsche Transalpine Oelleitung GmbH.

L'oleodotto, il cui valore attuale si stima in 1,2 miliardi di euro,  è di proprietà della società multinazionale Trans-Alpinen Leitung (TAL), un consorzio di otto compagnie petrolifere. Gli attuali azionisti sono:
- OMV (25%)
- Shell (24%)
- ExxonMobil (16%)
- Ruhr Oel (11%)
- Eni (10%)
- BP (9%)
- ConocoPhillips (3%)
- Total (2%)

La PKN Orlen dell'azienda ceca Unipetrol sta negoziando per acquistare un 2% circa dell'oleodotto.

## Un'azienda europea
Il ruolo che il Gruppo TAL svolge nell'approvvigionamento energetico è di primaria importanza per l'economia europea: il petrolio greggio che viene trasportato nell'oleodotto ricopre infatti il 40% del fabbisogno petrolifero della Germania (il 100% della Baviera e del Baden-Württemberg), il 90% dell'Austria e oltre il 50% della Repubblica Ceca. Vengono rifornite esclusivamente da questo oleodotto otto raffinerie europee.
L'oleodotto è costituito da varie tratte. La principale inizia nel porto italiano di Trieste, prosegue a nord, attraversa le Alpi e prosegue fino a Ingolstadt in Germania. Già in Austria si collega con Vienna tramite lo spezzone AWP (Adria Wien Pipeline). Da Ingolstadt si ramifica in due direzioni, cioè verso Neustadt e verso Karlsruhe. A Vohburg si connette all'oleodotto per Kralupy e Litvínov nella Repubblica Ceca. È in fase di progetto il collegamento con Bratislava in Slovacchia.
La lunghezza totale dell'oleodotto è di 753 km. La tratta che attraversa l'Italia, l'Austria e la Germania fino a Lenting viene nominata TAL-IG ed è lunga 465 km. Le tratte germaniche TAL-OR tra Ingolstadt e Karlsruhe e TAL-NE tra Lenting e Neustadt misurano rispettivamente 266 km e 22 km.
Complessivamente il gruppo TAL impiega 255 persone tra ingegneri, tecnici e personale amministrativo. Le persone impiegate a vario titolo nell'indotto sono 1.000.
La capacità annuale di trasporto attraverso l’oleodotto transalpino è di circa 45 milioni di tonnellate. In effetti la quantità di petrolio greggio scaricato nel terminale SIOT nell’anno 2017 è stata di 42,4 milioni di tonnellate, il che si configura in un fatturato di 140 milioni di euro per lo stesso periodo.

## Sezioni

### Italiana

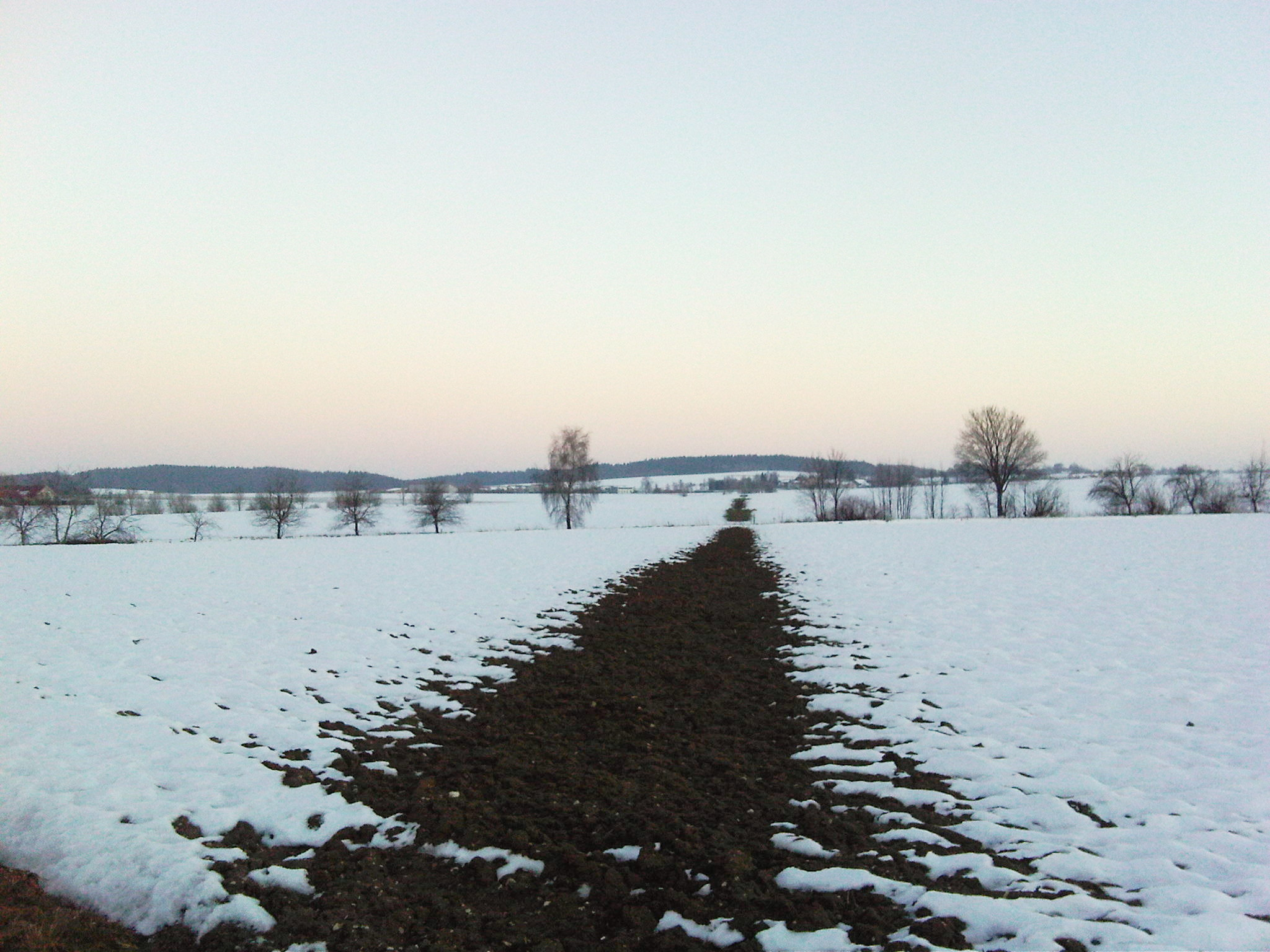
Il percorso dell'oleodotto reso visibile dallo scioglimento della neve dovuto all'emissione di calore

Il tratto italiano inizia nel porto di Trieste, si collega con quattro condutture al parco serbatoi di San Dorligo della Valle e prosegue verso nord attraverso la provincia di Udine.
Il terminale SIOT del porto di Trieste, dove il greggio viene scaricato, è situato nella baia di Muggia e rappresenta il punto d'inizio dell'oleodotto. Si compone di due pontili, uno lungo 476 metri, e l'altro 490 metri, 
dove possono attraccare quattro navi contemporaneamente. Con una media di 37 milioni di tonnellate di greggio scaricate ogni anno, il terminale rappresenta il 75% dei traffici del porto di Trieste, facendone il principale scalo petrolifero mediterraneo.
Il parco serbatoi di San Dorligo della Valle, situato a 5 km dal porto, occupa la parte sud/est della zona industriale di Trieste e ospita la sede della società e la centrale di controllo. Il complesso, previsto innanzitutto per lo stoccaggio, è costituito da 32 serbatoi a tetto galleggiante con una capacità totale di 2.030.000 m3, dai quali un sistema di pompaggio forzato regola il flusso del greggio verso l’Europa centrale. Altre tre stazioni di pompaggio sono attive sul percorso friulano dell’oleodotto verso l’Austria, precisamente nelle località di Reana del Rojale, Cavazzo Carnico e Paluzza.

### Austriaca
Il tratto Austriaco, in tutto 160 km, è caratterizzato da tre trafori attraverso le Alpi, della lunghezza di 7 km ciascuno. L’oleodotto entra in Austria sotto il passo di Monte Croce Carnico/Plöckenpass, attraverso il primo dei tre tunnel. Passato Kötschach-Mauthen, il percorso segue le valli del Gail e della Drava, attraversa Lienz e la valle dell’Isel. S’innalza poi verso il Felber tauern, il punto più alto dell'oleodotto a 1.572 metri sul livello del mare, dove entra nel secondo traforo. Scende poi verso Salisburgo e prosegue attraversando il fiume Salzach, per innalzarsi nuovamente verso il Pass Thurn ed entrare nel Tirolo. Qui discende verso Jochberg ed il terzo tunnel che lo porta nella valle dell’Inn ed al confine con la Germania. Questo tratto tortuoso dell’oleodotto è dotato di 22 stazioni di controllo intermedie.

### Germanica
La tratta germanica dell’oleodotto inizia al passo di Kufstein/Kiefersfelden, prosegue per la valle dell’Inn, aggira Rosenheim e si volge a nord verso Ingolstadt. Il punto di maggior rilevanza è la stazione di Lenting (vicino a Ingolstadt) con un parco di sette serbatoi dalla capacità complessiva di 318.000 m3, dove il greggio viene immagazzinato e pompato in due direzioni. Qui infatti l’oleodotto si biforca per proseguire a ovest verso Karlsruhe (TAL-OR) e a est verso  Neustadt (TAL-NE); grazie e varie stazioni di pompaggio, queste due tratte hanno la capacità di trasporto di 14 milioni di tonnellate all’anno ciascuna. Si può considerare Lenting il punto più importante dopo Trieste dell’intero oleodotto transalpino.